# Pluto jagar tvättbjörn
Pluto jagar tvättbjörn (engelska: R'Coon Dawg) är en amerikansk animerad kortfilm med Musse Pigg från 1951.

## Handling
Musse Pigg tar med sig sin hund Pluto ut på tvättbjörnsjakt. Tvättbjörnarna visar sig dock vara listigare än de båda och lyckas driva med dem på flera sätt.

## Om filmen
Filmen är den 123:e Musse Pigg-kortfilmen som producerades och den enda som lanserades år 1951.
Detta är den sista Musse Pigg-filmen med jakttema.
Filmen hade svensk premiär den 25 augusti 1952 på biografen Spegeln i Stockholm som förfilm till långfilmen Lyckans ost (engelska: Penny Princess) med Dirk Bogarde.

## Rollista
- Clarence Nash – Musse Pigg
- James MacDonald – Pluto
- Cactus Mack – berättare[8]